# JK
JK – czechosłowacki producent samochodów sportowych i wyścigowych, założony przez Júliusa Kubinskýego i funkcjonujący w latach 1946–1956.

## Historia
Początki firmy sięgają 1946 roku, kiedy to bratysławska firma Koller wyprodukowała model K&K Special, a jedną z osób konstruujących ten samochód był Július Kubinský. Założył on następnie firmę JK z siedzibą w Brnie. W 1949 roku Kubinský skonstruował napędzany silnikiem Lancia model Mono, który wystąpił w Grand Prix Czechosłowacji. W tym samym roku wyprodukował także JK Sport. Niektóre modele Sport były napędzane silnikami BMW 326 lub 328 i miały nadwozie typu coupé, inne zaś, dysponujące jednostkami Alfa Romeo, dysponowały nadwoziem z otwartym dachem.
W 1951 roku Kubinský rozpoczął rozwój modelu 2500 – coupé z silnikiem z przodu. Jednostka ta pochodziła od Tatry 603 Sport i przy pojemności 2545 cm³ dysponowała mocą 140 KM przy 6000 obr./min., co pozwalało rozpędzić pojazd do 209 km/h. Napęd był przekazywany za pośrednictwem czterobiegowej przekładni Alfa Romeo. Pojazd został ukończony w 1955 roku i początkowo był jednak napędzany silnikiem Alfa Romeo o pojemności 2443 cm³, mocy 90 KM przy 4600 obr./min. i prędkości 170 km/h, ale nie dysponował odpowiednimi oponami. Kubinský zbudował więc z dostępnych części zamiennych silnik Tatry 603, który dysponował jednak mocą tylko 74 KM. Dwa oryginalne wentylatory zastąpił także jednym od Pragi V3S. Rok później silnik ten został zastąpiony jednostką pochodzącą z Tatry 603 Sport. Po pewnych poprawkach (m.in. chłodnic) Kubinský testował samochód wiosną 1958 roku w Koprivnicy. Mimo planów Tatry, nie zdołano z przyczyn finansowych i technicznych wyprodukować planowanych pięciu egzemplarzy, których szacowana cena wynosiła dwa miliony koron za sztukę. Powstał tylko jeden egzemplarz, używany przez Kubinskýego przez trzynaście lat.